# IBMフェロー
IBMフェロー(IBM Fellow)は、IBMのCEOにより任命されるIBMにおける役職である。通常、IBMフェローは毎年5月または6月に、4 - 9名（2014年は11名）が任命される。IBMフェローは、IBMに所属する技術系社員（科学者、技術者、プログラマ）に与えられる最高の栄誉である。

## 概要

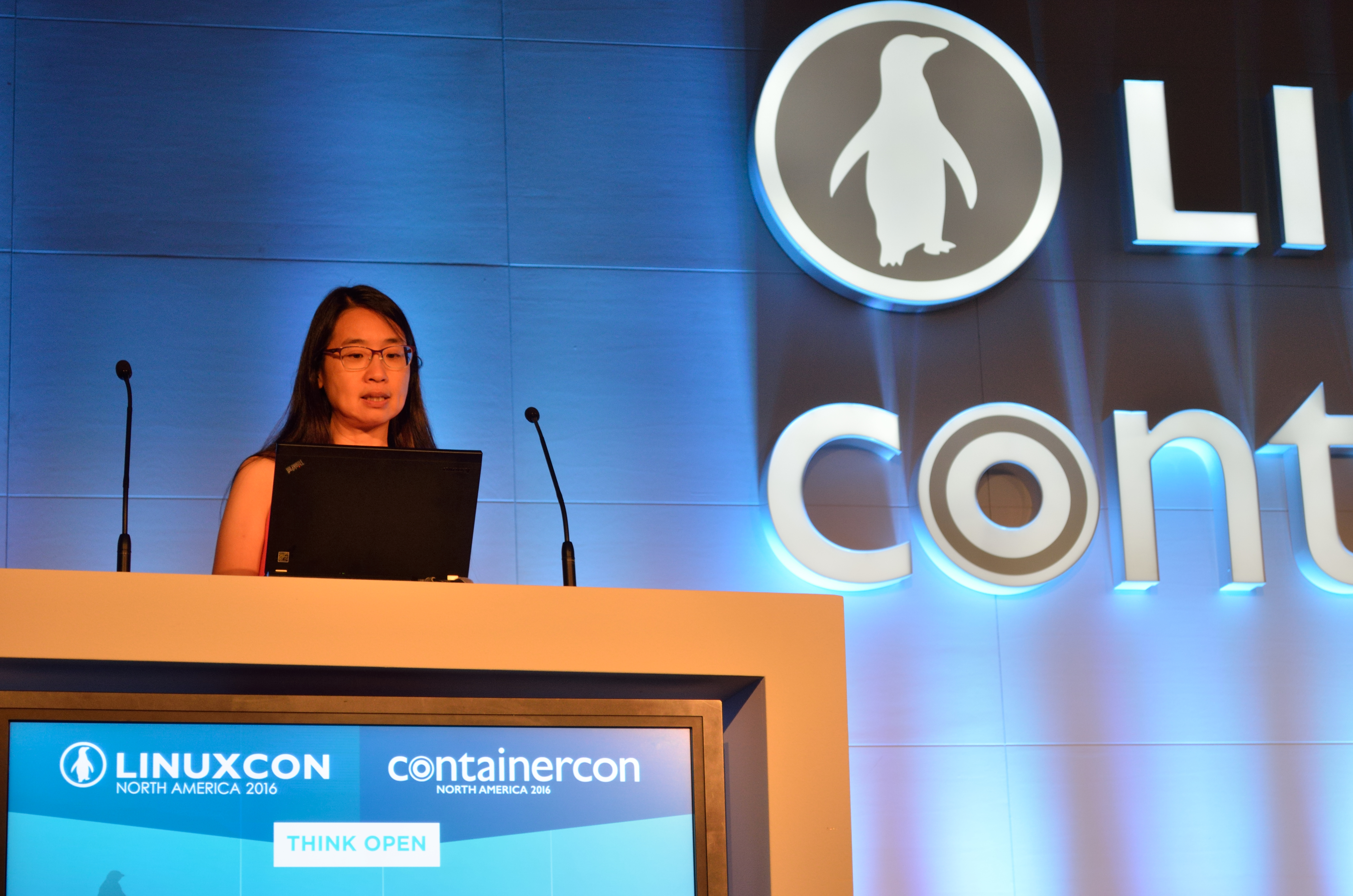
IBMフェローのドナ・ディレンベルガー(Donna Dillenberger)

IBMのフェロー制度は、1962年にトーマス・J・ワトソン・ジュニアによって、同社の「最も優れた」技術専門家の創造性を促進するために創設された。最初の任命は1963年に行われた。任命の基準は厳しく、当人の最も重要な技術的業績のみが考慮される。また、それまでの並外れた業績に加えて、継続的に貢献できる可能性を持っていることも考慮される。初代IBMフェローに任命されたフランシス・E・ハミルトンは、1963年にIBM 650の開発に携わったことなどが評価されたと考えられている。1989年には、フラン・アレンが女性初のIBMフェローとなった。
IBMフェローには、その専門分野のプロジェクトを遂行するための幅広い裁量が与えられる。
2020年現在で、IBMフェローの称号を得たのは317名で、そのうち現役のIBM社員は102名である。IBMフェローが取得した特許は9千件以上、ノーベル賞は5件、チューリング賞は5件である。科学雑誌に大量の論文が発表され、政府や専門家から多数引用されている。

## IBMフェローの一覧
ウィキペディアに記事のあるIBMフェローについてはCategory:IBMフェローを参照。

### ノーベル賞受賞者
- 江崎玲於奈 - 1973年ノーベル物理学賞
- ゲルト・ビーニッヒ - 1986年ノーベル物理学賞
- ハインリッヒ・ローラー - 1986年ノーベル物理学賞
- ヨハネス・ベドノルツ - 1987年ノーベル物理学賞
- カール・アレクサンダー・ミュラー - 1987年ノーベル物理学賞

### チューリング賞受賞者
- ジョン・バッカス - 1977年
- ケネス・アイバーソン - 1979年
- エドガー・F・コッド - 1981年
- ジョン・コック - 1987年
- フランシス・E・アレン - 2006年